# Премия Муз-ТВ 2018
16-я национальная премия в области популярной музыки Муз-ТВ 2018 прошла 8 июня 2018 года в Москве в спортивном комплексе «Олимпийский». В качестве режиссёра-постановщика выступил Андрей Царь.

## Ведущие шоу
26 февраля 2018 года в ресторане «Рыба моя» состоялся пресс-завтрак, на котором были объявлены имена двоих ведущих: Максим Галкин и Ксения Собчак. Остальные ведущие, как и номинанты премии, были объявлены в прямом эфире на гала-ужине 18 апреля в ресторане Salon, ими стали Дмитрий Нагиев и Лера Кудрявцева; но на пресс-конференции Премии «Муз-ТВ 2018. Трансформация», которая прошла 8 июня 2018 года, было объявлено, что Лера Кудрявцева взяла паузу из-за своей беременности, и вместо неё премию проведёт Анастасия Ивлеева. Состав ведущих изменился спустя три года.

## Голосование
Система голосования за номинантов «Премии Муз-ТВ 2018» прошла в два этапа. На первом этапе путём экспертного голосования были определены номинанты в 13 категориях, также появилась 14-я категория — «Лучшая песня рунета». На втором этапе, который стартовал 18 апреля, в голосовании за победителей по каждой номинации принимали участие академики премии параллельно со зрителями канала «МУЗ-ТВ». Результаты голосования были объявлены 8 июня 2018 года в СК «Олимпийский»

## Выступления
| Исполнитель                                                | Песня |
| ---------------------------------------------------------- | --- |
| MARUV & BOOSIN feat. Шоу барабанщиков «Vasiliev groove»    | «Drunk Groove» |
| Елена Темникова                                            | «Не модные» |
| Matrang                                                    | «Медуза» |
| Дима Билан                                                 | «Держи» |
| Полина Гагарина                                            | «Обезоружена» |
| Ксения Собчак, Филипп Киркоров & Ольга Бузова              | «Цвет настроения синий», «Непопулярная», «Мало половин»                                                                      |
| «А’Студио»                                                 | «Тик-так» |
| Джиган feat. Артём Качер                                   | «ДНК» |
| Зара                                                       | «Мир вашему дому» |
| Валерия, Стас Пьеха, Гузель Хасанова, Слава, Григорий Лепс | Попурри песен Виктора Дробыша («Часики», «Ты грустишь», «Свет твоей любви», «Одиночество», «Я тебя не люблю», «Она не твоя») |
| «Руки Вверх!»                                              | «Плачешь в темноте» |
| Мот, Егор Крид, Тимати                                     | «Когда исчезнет слово», «Миллион алых роз», «Гучи»                                                                           |
| ЮрКисс                                                     | «Лишь она» |
| Emin & Ани Лорак                                           | «Я не могу сказать» |
| «DoReDos»                                                  | «My Lucky Day» |
| Валерий Меладзе                                            | «Свобода или сладкий плен»                                                                                                   |
| Сергей Лазарев                                             | «Так красиво» |
| Элджей                                                     | «Минимал» |
| Тимати feat. Григорий Лепс                                 | «Дай мне уйти» |
| Loboda                                                     | «Суперзвезда» |

## Победители и номинанты
Победители отмечены галочкой
| Лучшая песня | Лучшая поп-группа |
| --- | --- |
| - Burito — «По волнам» - Баста — «Сансара» - Дима Билан — «Держи» - Сергей Лазарев — «Так красиво» - Элджей и Feduk — «Розовое вино»                                                                                               | - IOWA - Artik & Asti - А’Студио - Serebro - Время и Стекло - Руки Вверх! |
| Лучший дуэт | Лучший альбом |
| - Emin и А’Студио — «Если ты рядом» - Дима Билан и Сергей Лазарев — «Прости меня» - Егор Крид и Molly — «Если ты меня не любишь» - Максим Фадеев и Григорий Лепс — «Орлы или вороны» - Мот и Ани Лорак — «Сопрано»                 | - Светлана Лобода — «H2Lo» - Время и Стекло — «Обратный отсчёт» - Дима Билан — «Эгоист» - Мот — «Добрая музыка клавиш» - Сергей Лазарев — «В эпицеNтре»                                                              |
| Лучшее концертное шоу | Лучший рок-исполнитель |
| - А’Студио — «30 лет» (Crocus City Hall) - Баста — «Концерт в 360 градусов» (СК Олимпийский) - Ёлка — «Большой сольный концерт» (Crocus City Hall) - Руки Вверх! — «21» (Crocus City Hall) - Тимати — «Поколение» (СК Олимпийский) | - Ленинград - Би-2 - Диана Арбенина и Ночные снайперы - Наргиз - Мумий Тролль |
| Лучший хип-хоп исполнитель | Лучшее мужское видео |
| - Баста - Бьянка - Джиган - Мот - Natan - Тимати | - MBAND — «Правильная девочка» - Алексей Воробьёв — «Я тебя люблю» - Артур Пирожков — «Либо любовь» - Градусы — «Здорово, великолепно» - Егор Крид — «Потрачу» - Макс Барских — «Моя любовь»                         |
| Прорыв года | Лучшее видео |
| - Feduk - NK - T-Fest - Елена Темникова - Миша Марвин - Элджей | - Ани Лорак — «Новый бывший» - Дима Билан — «Держи» - Егор Крид и Molly — «Если ты меня не любишь» - Полина Гагарина — «Обезоружена» - Сергей Лазарев — «Так красиво» - Филипп Киркоров и Тимати — «Последняя весна» |
| Лучшее женское видео | Лучшая исполнительница |
| - Анна Седокова — «Не твоя вина» - Анна Семенович — «Я хочу быть с тобой» - Зара — «Мир вашему дому» - Ольга Бузова — «Мало половин» - Ханна — «Пули» - Юлианна Караулова — «Просто так»                                           | - Светлана Лобода - Ани Лорак - Вера Брежнева - Ёлка - Нюша - Полина Гагарина |
| Лучший исполнитель | Лучшая песня рунета |
| - Alekseev - MONATIK - Григорий Лепс - Дима Билан - Егор Крид - Сергей Лазарев | - Ольга Бузова — «Мало половин» - Matrang — «Медуза» - Мот — «Карты, деньги, две тарелки» - Элджей — «Минимал» - Тимати и Егор Крид — «Гучи»                                                                         |

### Специальные номинации
- «За вклад в жизнь» — Юрий Николаев;
- «Лучший композитор десятилетия» — Виктор Дробыш;
- «За вклад в развитие популярной музыки» — Валерия.